# ГЕС Американ-Фоллс
ГЕС Американ-Фоллс — гідроелектростанція у штаті Айдахо (Сполучені Штати Америки). Знаходячись між ГЕС Gem State (22,6 МВт, вище по течії) та ГЕС Мінідока (13,6 МВт), входить до складу каскаду на річці Снейк, лівій притоці Колумбії (має устя на узбережжі Тихого океану на межі штатів Вашингтон та Орегон).
У 1925—1927 роках річку перекрили комбінованою греблею, що мала бетону та земляну частини. За кілька десятиліть її стан погіршився настільки, що резервуар могли наповнювати не більше ніж на дві третини, після чого у 1975-му з метою виправлення становища провели докорінну перебудову споруди. Розташовані ліворуч та по центру земляна і бетонна секції довжиною 488 та 732 метри були підсилені насипами — кам'яно-накидним на оберненій до сховища стороні та земляним/кам'яно-накидним з протилежного боку. Праворуч звели нову земляну/кам'яно-накидну секцію довжиною 229 метрів. Загальна довжина греблі становить 1608 метрів при висоті 32 метри. Вона утримує витягнуте по долині Снейк на 32 км водосховище з площею поверхні 235 км2 та об'ємом 2,06 млрд м3 (корисний об'єм 1,86 млрд м3), в якому припустиме коливання рівня між позначками 1315 та 1327 метрів НРМ.
Первісно гребля не використовувалася у виробництві електроенергії, проте при перебудові у 1970-х її доповнили пригреблевим машинним залом. Останній обладнали трьома пропелерними турбінами потужністю по 37,5 МВт, які використовують напір у 27 метрів.